# Les Binuchards
Les Binuchards est un groupe de folk rock français, originaire de Gémozac, en Charente-Maritime. Fortement marqué par le terroir et le folklore charentais (d'où de nombreuses chansons mêlant paroles en français et en saintongeais), le groupe est également influencé par les musiques celtiques et cadiennes. Le groupe se sépare après un ultime concert à Périgny au début de 2017.

## Biographie

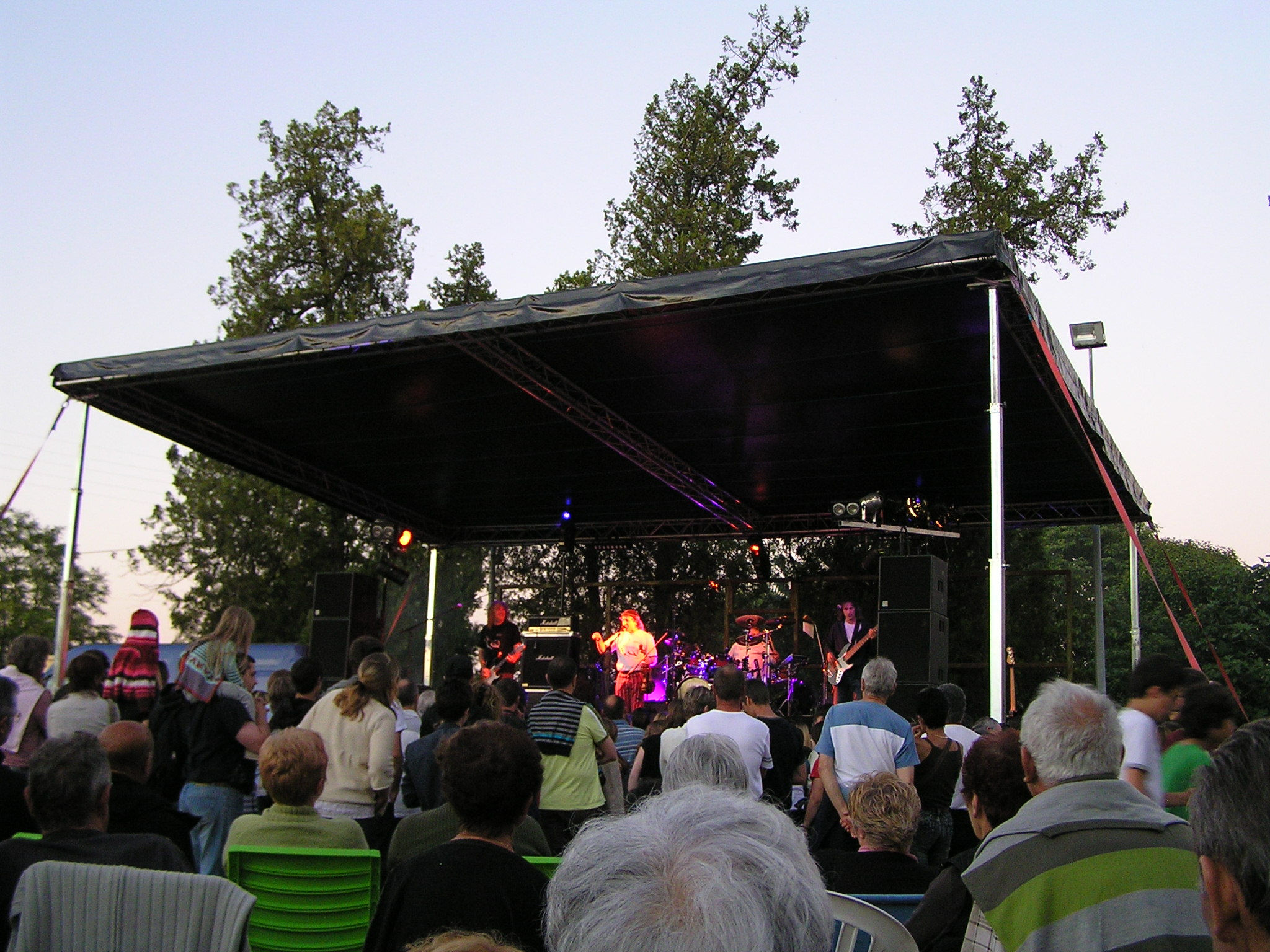
Les Binuchards en concert à Cherves-Richemont.

Tout commence avec le groupe Soho Side en 1990, avec Jean-Christophe « J-C » Allain à la guitare, Richard « Bane » Banessy à la basse, Jean-Marie Trehard à la batterie et Fred au chant, le groupe tourne pendant presque cinq ans avant de se séparer. Au début de 1995, J-C et Bane continuent avec J-C au chant et trouvent un nouveau batteur, Claude, qui quitte le groupe au bout de 2 ans. Soho Side enregistre un second album Folie ordinaire, sorti en cassette audio par manque de moyens financiers. Une centaine de dates à l'actif du groupe, dont des festivals et des tournées dans toute la France. Au début de 1997, malgré le départ de Claude, Soho Side auditionne de nombreux batteurs et recrute François. Le groupe retravaille toutes ses compositions et enregistre trois titres sur le CD de la « Baraka » en 1998 avec d’autres artistes de la région Saintaise, avant de sortir l'album Faites du bruit! début 1999 en CD.
Soho Side devient, avec Binuche, Les Binuchards, le 15 janvier 2000, dans un style musical celto-cajun-rock. Binuche, poète, musicien, chanteur, conteur depuis plus de 40 ans a une discographie de trois cassettes, une cassette d'histoires patoisantes et un CD enregistré avec SOS Rock. Il se lance le défi de remettre au goût du jour le patois charentais en insérant dans son tour de chant de nombreuses histoires patoisantes savoureuses qui s'inspirent des petits travers de notre société. En janvier 2002, Les Binuchards effectuent leur premier concert. En 2003, François Naud, qui a participé aux trois premiers albums du groupe, décide de partir. Par la suite, Jean-Marie Trehard le remplace à la batterie et au tambour. Après un temps d'accalmie, le groupe revient sur scène en 2011. En 2012, ils sortent l'album Un bon département. Entretemps, ils tournaient notamment en Charente, à Ruffec le 19 mai et près de Baignes le 26 mai.
En 2016, le groupe annonce sa séparation avec une tournée d'adieu, après 17 ans d'activité. L'avant-dernier concert du groupe se fait le 9 décembre 2016 en Deux-Sèvres et l'ultime concert à Périgny au début de 2017.

## Style musical
Les Binuchards puisent leurs chansons d'un large éventail sémantique, depuis la tempête, les touristes qui viennent en Charente-Maritime jusqu'au cannabis, en passant par les fameux mollusques gastéropodes que sont les cagouilles (escargots). Le tout est bien sûr cuisiné avec humour et joie de vivre. Des mots et des expressions de saintongeais viennent ponctuer leurs paroles pour aboutir à un mélange explosif, drôle et terriblement dans l'esprit charentais.

## Membres

### Derniers membres
- Claude « Binuche » Primault — chant, violon, guitare acoustique, vielle à roue
- Jean-Christophe « J-C » Allain — guitare électrique, acoustique, chant
- Richard « Bane » Banessy — basse, chant.
- Jean-Marie Trehard — batterie, tambour a succédé à François Naud qui a officié sur les trois premiers albums du groupe.

### Anciens membres
- Claude - batterie
- François Naud - batterie
- Patrick T - batterie

## Discographie

### DVD
- Êtes-vous là ? (2006)
- Live aux Arènes (2010)